# Caesetius biprocessiger
Caesetius biprocessiger là một loài nhện trong họ Zodariidae.
Loài này thuộc chi Caesetius. Caesetius biprocessiger được George Newbold Lawrence miêu tả năm 1952.